# Sing for Me
"Sing for Me" é uma canção da cantora norte-americana Christina Aguilera, gravada para o seu sétimo álbum de estúdio Lotus. Foi escrita pela própria em conjunto com Aeon "Step" Manhan e Ginny Blackmore, sendo que a produção também ficou a cargo de Manhan. Embora não tenha recebido qualquer tipo de lançamento em destaque, devido às vendas digitais após a edição do trabalho de originais, conseguiu entrar e alcançar a 125.ª posição na tabela musical da Coreia do Sul, South Korea Gaon International Chart, com 2 306 cópias vendidas no país. 
A canção é classificada musicalmente como uma balada, sendo que o seu arranjo musical consiste no uso de fortes vocais, acordes de guitarra e acompanhamento de piano. Liricamente, o tema foi descrito com um dos mais emotivos no trabalho pela própria Aguilera, sendo que também revelou que a sua inspiração partiu de músicas que costumava ouvir enquanto estava a crescer, de artistas como Whitney Houston, Mariah Carey e Etta James. "Sing for Me" recebeu análises positivas por parte dos profissionais devido aos vocais demonstrados pela cantora. Chegou a ser comparada e denominada como uma nova versão de "Beautiful" enquanto que alguns analistas consideraram que era a resposta ao fraco desempenho comercial do disco antecessor, Bionic. 

## Antecedentes e desenvolvimento
Após o lançamento do sexto álbum de estúdio de Christina, Bionic, em 2010, que falhou em obter um desempenho comercial positivo, sucedeu-se o divórcio do seu ex-marido Jordan Bratman, a sua estreia em cinema com o musical Burlesque e a gravação da banda sonora de acompanhamento. Posteriormente, a cantora tornou-se treinadora no concurso The Voice transmitido pela NBC, e foi convidada para colaborar com a banda Maroon 5 em "Moves like Jagger", que esteve durante quatro semanas na liderança da Billboard Hot 100 dos Estados Unidos. Após estes acontecimentos, Aguilera anunciou que queria gravar o seu sétimo disco de originais, afirmando que ambicionava por faixas "pessoais" e de excelente qualidade. Numa entrevista, a intérprete falou sobre o significado do trabalho e revelou o seguinte:
| “ | [O álbum] será um ponto culminante de tudo que já experimentei, até agora... Já passei por muita coisa desde o lançamento do meu último álbum, estando no (The Voice), passando por um divórcio,... Isso tudo é uma espécie de renascimento livre para mim. Estou a abraçar muitas coisas diferentes, mas sinto-me bem com tudo, super-expressiva [e] super-vulnerável. | ” |

A cantora manifestou ainda que o disco seria sobre "auto-expressão e liberdade" por causa dos problemas pessoais que tinha superado durante o último par de anos. No programa The Tonight Show with Jay Leno em 2012, Christina falou sobre o seu novo material e confirmou que estava a demorar a gravar porque "não gostava de apenas obter as músicas a partir dos produtores". "Gosto que venham de um lugar pessoal... Estou muito animada, rematou, "É divertido, emocionante, introspetivo, e vai ser extraordinário".

## Conceção e inspiração
Ao falar sobre Lotus, Christina afirmou ter escrito e gravado muitas canções, esperando "que inspirassem a próxima geração de vocalistas". A artista revelou que a sua experiência como treinadora no The Voice levou a "procurar mais profundamente" e encontrar uma nova inspiração, devido à forma como se sente quando precisa de "manter um certo padrão vocal". Em entrevista com a Billboard, Aguilera comentou de que forma o facto de participar no concurso a encorajou a gravar "Sing for Me", e por isso considera ser especial para si:
| “ | Ao ver todos estes cantores, ficamos realmente cara a cara com muitas pessoas que são predominantemente jovens. Isso é inspirador, porque vêm ter connosco como grandes fãs e compartilham a música que lhes tocou mais e como tiveram de aprender cada improviso e dissecá-lo. Como vocalista, levou-me a dizer, 'Sim, isso era o que costumava fazer com os meus discos de Whitney Houston, Mariah Carey e Etta James. Leva-nos de volta a um lugar onde se torna nossa responsabilidade pessoal infundir a próxima geração com mais informações sobre a aprendizagem de cada nota complicada. É por isso que uma música chamada 'Sing for Me' é especial. É uma das canções de cantor, onde se você não é um vocalista não pode mexer nessa canção. | ” |

## Estilo musical e letra
"Sing for Me" é uma canção classificada como uma balada poderosa, com a produção de Aeon "Step" Manhan e uma duração de quatro minutos (4:00). A sua gravação decorreu em 2012, sendo que Oscar Ramirez tratou da gravação dos vocais no estúdio The Red Lip's Room em Beverly Hills, na Califórnia. Step, além de produzir o tema, realizou toda a sua programação, arranjos e instrumental. A sua composição foi construída através de "suaves" sintetizadores, com uma melodia "delicada" de piano e um "estilo a anos 80" através do uso da bateria no final. O desempenho vocal de Christina foi comparado aos movimentos projetados pela ginasta Gabrielle Douglas por Mike Wass do portal Idolator. O analista considerou que, mesmo com Carey a considerar o melisma projectado de uma forma "exagerada", as notas "encaixam na natureza da melodia".
A letra foi escrita por Aguilera, Manhan e Ginny Blackmore. Liricamente, Andrew Hampp da Billboard considerou que o tema tem um "estrondoso" refrão irónico e destacou a frase "Porque quando eu abro a minha boca, todo o meu coração sai". De acordo com Chris Younie do canal 4Music, Aguilera projeta a canção como "se a sua vida dependesse disso", considerando que a "balada reflexiva" podia ser o resultado criado pela cantora "a interpretar "Beautiful" sozinha no seu quarto após o fraco desempenho comercial de Bionic". Segundo os especialistas, a obra representa uma "linha ténue" entre a "sua mágoa sobre a reação" ao seu disco anterior "e a desgraça pessoal que ocasionalmente coloca [como inspiração] em algumas das piores faixas do álbum". O excerto "Eu não me importo com o que o mundo pensa ou como eu soou" foi descrito como uma forma da artista "expressar as suas inseguranças".

## Receção pela crítica
Após o lançamento do disco, a canção recebeu análises geralmente positivas por parte dos média especializados. Andrew Hampp da revista Billboard considerou que se "Army of Me" era a resposta de Lotus para o trabalho de 2003, "Fighter", então "Sing for Me" tem "como objetivo ser uma nova versão de "Beautiful" de 2002". Hampp escreveu ainda que a sua melodia era "um dom para fãs obstinados" de Aguilera. Robert Copsey do sítio Digital Spy afirmou que estava "realmente impressionado com a balada" e realçou a palavra "destino" e a frase "não há lugar para te esconderes" como uma maneira de "afastar as inseguranças". Chris Younie do canal 4Music expressou admiração pela obra, assinalando que "mostra o valor como cantora" de Christina, além de que não precisa de "roupas justas" para causar uma boa impressão. Sarah Godfrey do jornal The Washington Post classificou a música, em conjunto com "Blank Page", como "vulneráveis" e cheias "de grandes notas e metáforas banais, combinação que poderia chamar a atenção dos fãs e relembrar "Beautiful"". Annie Zaleski do The A.V. Club relatou que em "Sing for Me", a artista "discute o seu trabalho através dos arrependimentos e recuperando a sua própria consciência, respectivamente". Zaleski disse ainda que o tema "permite que sua voz, ainda potente, domine e a sua entrega apaixonada transmita o quão significativo é para ela".
Melinda Newman do portal HitFix opinou que a canção começa de uma forma "defensiva", mas à medida que vai progredindo, torna-se "gloriosa", além de que Mike Wass, do sítio Idolator, destacou como um dos pontos altos no álbum. Mesfin Fekadu pelo The Huffington Post nomeou o facto de a faixa ser um "hino pessoal" de Aguilera. Caomhan Keane do Entertainment.ie sublinhou que em "Sing for Me" e "Best of Me", a intérprete "mantém-se friamente longe da introspeção, regressando ao foco nos seus próprios demónios e como tem sido difícil superá-los". Jim Farber do Daily News realçou que Christina "enfatiza que nada nem ninguém pode tirar a sua glória e o poder que deriva da sua voz", mas criticou a forma como "esmurra as notas contra o chão enquanto fala sobre o seu triunfo". A obra provocou um certo desapontamento a Sal Cinquemani, da revista Slant, que embora tenha considerado os vocais da cantora "bonitos", também escreveu que a balada era "demasiado bombástica".

## Desempenho nas tabelas musicais
Após o lançamento do disco, a faixa conseguiu entrar e alcançar a 125.ª posição na tabela musical da Coreia do Sul, South Korea Gaon International Chart, com vendas avaliadas em 2,306 cópias.

### Posições
| Tabela musical (2012)                    | Melhor posição |
| ---------------------------------------- | -------------- |
| Coreia do Sul - Gaon International Chart | 125            |

## Créditos
Todo o processo de elaboração da canção atribui os seguintes créditos pessoais:
- Christina Aguilera – vocalista principal, composição;
- Aeon "Step" Manhan - composição, produção, programação, arranjos, instrumentos;
- Ginny Blackmore - composição;
- Oscar Ramirez - gravação vocal.